# Агафья (рассказ)
«Ага́фья» — рассказ Антона Павловича Чехова, написанный в 1886 году, который еще при жизни автора был переведён на сербскохорватский, словацкий и чешский языки.

## История
Рассказ «Агафья» был впервые опубликован 28-го (15-го по старому стилю) марта 1886 года в газете «Новое время» (раздел «Субботники», № 3607). В урезанном варианте (исключено лирическое отступление)  был напечатан в сборнике «В сумерках». Позднее рассказ был включён Чеховым в третий том его сочинений, опубликованных Адольфом Марксом в 1899—1901 годах.

## Сюжет
Савка — ленивый, большой физической силы молодой человек, имеющий странные привычки. Мужская часть деревни считает его изгоем. Странности его заключаются в том, что он может «простаивать целые часы на одном месте, не шевелясь и глядя в одну точку. Двигался же по вдохновению и то только, когда представлялся случай сделать какое-нибудь быстрое, порывистое движение: ухватить бегущую собаку за хвост, сорвать с бабы платок, перескочить широкую яму».
Женщины жалеют Савку, они регулярно посещают его по ночам, принося пищу и заводя с ним романтические отношения. Агафья, молодая женщина, жена железнодорожного сигнальщика Якова, рискуя прогневать мужа, также подкармливает Савку.
Рассказ ведётся от первого лица. Повествование Чехова свидетельствует о его знании деревенской жизни, в том числе крестьянского языка и обычаев.

## Критика

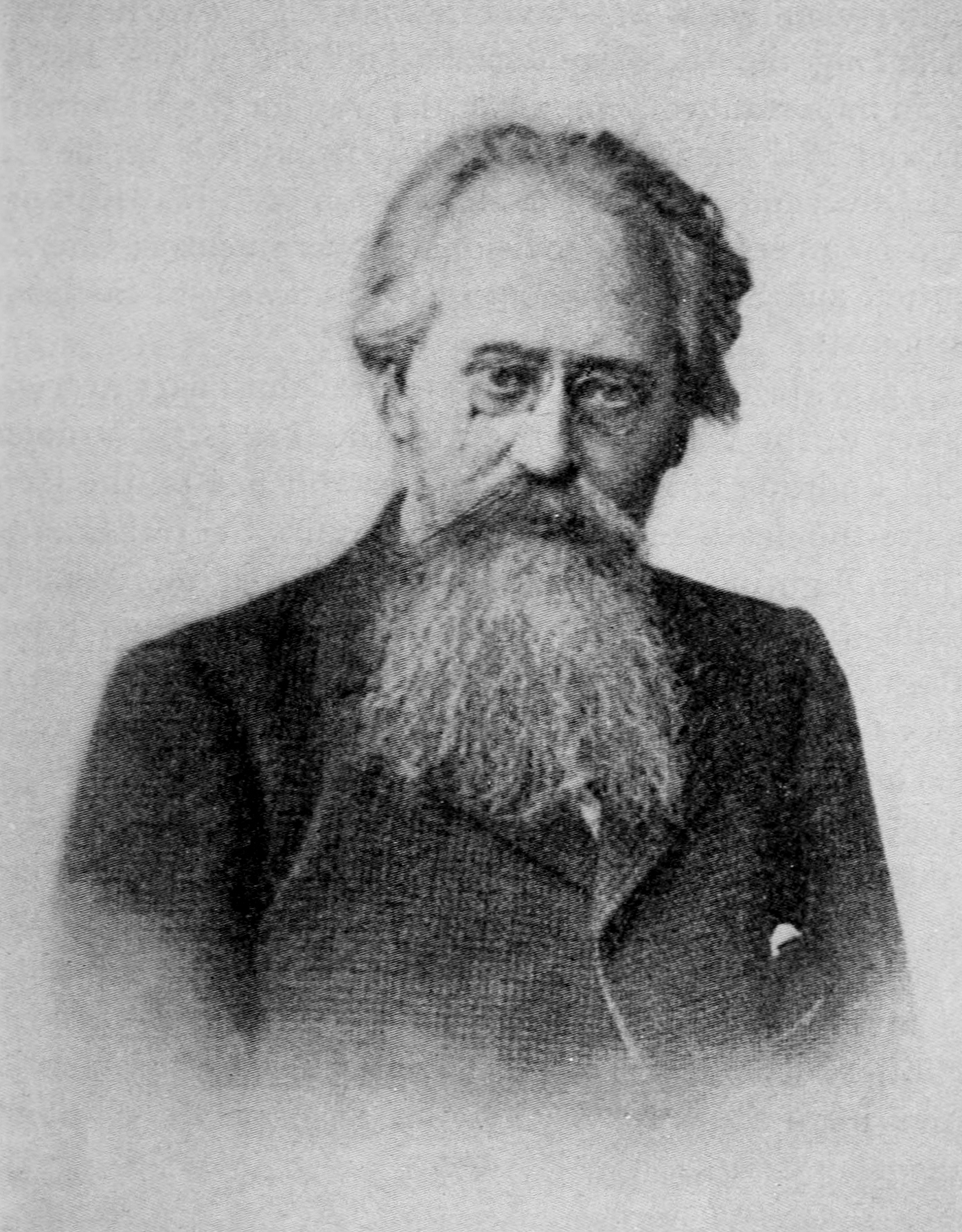
Н. Михайловский

Публицист Н. К. Михайловский выражал недовольство финалом рассказа «Агафья», упрекая Чехова в равнодушии к своим героям. Литературный критик В. П. Буренин обращал внимание на следующее: «Критика требует, чтобы автор непременно выяснил, как встретил муж Агафью: „Убил он её или прибил? Выругал? Простил?“ Очевидно, критике хочется, чтобы была показана супружеская потасовка или примирение во вкусе современного реализма…».
О поэтичности изображённого в рассказе пейзажа, особенно описание заката, в своё время писала «Петербургская газета».

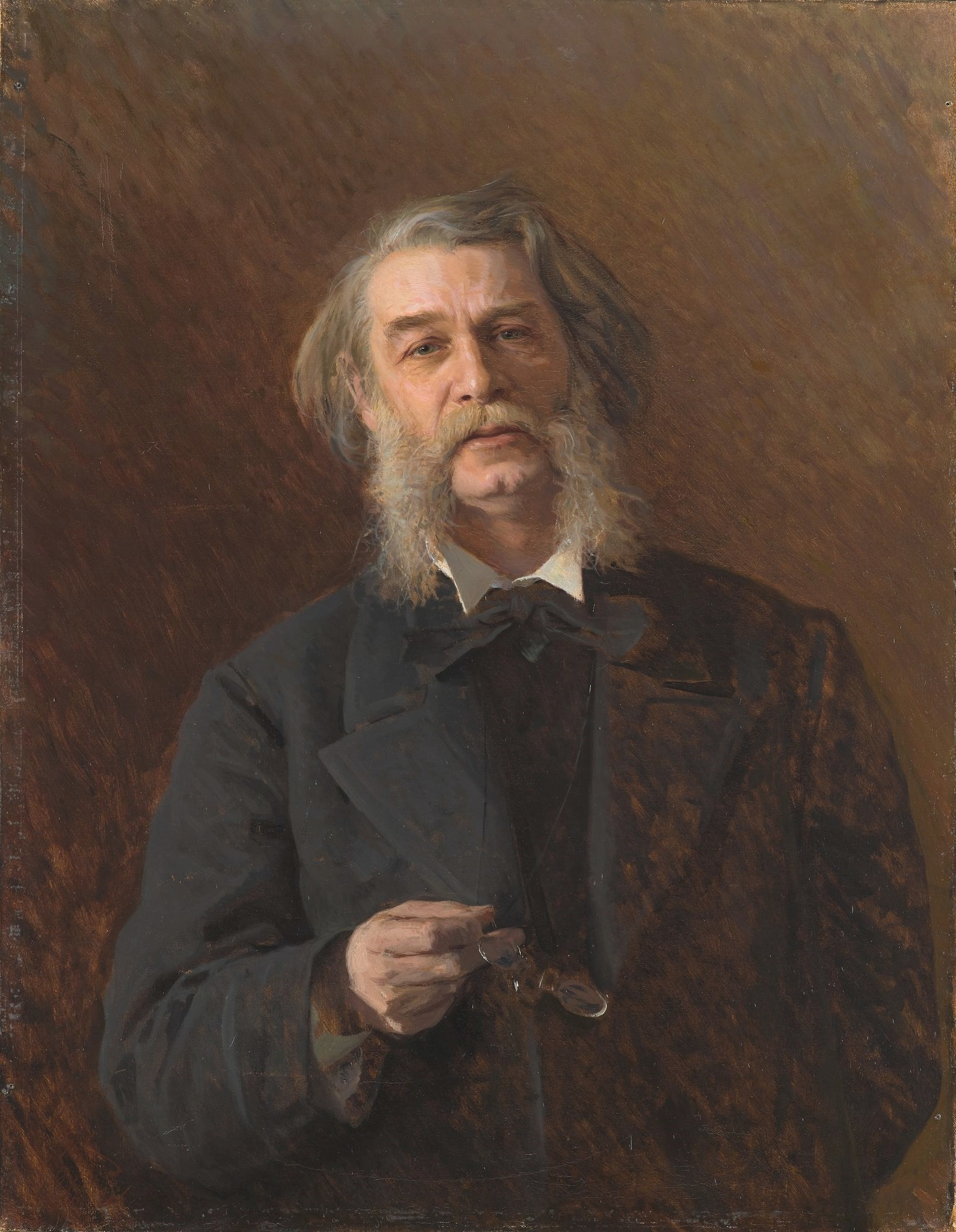
Д. Григорович

Д. В. Григорович после прочтения сборника «В сумерках» восхищался Чеховым: «„Рассказы“, „Мечты“ и „Агафья“ мог написать только истинный художник; три лица в первом и два во втором едва тронуты, а между тем нечего уже больше прибавить, чтобы сделать их более живыми, обозначить рельефнее физиономию и характер каждого; ни в одном слове, ни в одном движении не чувствуется сочинённость, — всё правда, — всё, как должно быть на самом деле; то же самое при описании картин и впечатлений природы: чуть-чуть тронуто, а между тем так вот и видишь пред глазами; такое мастерство в передаче наблюдений встречается только у Тургенева и Толстого…».
Писатель В. Г. Короленко поделился своими впечатлениями от рассказа «Агафья» в письме от 24 сентября 1888 года в связи со статьёй К. К. Сараханова, предназначавшейся для журнала «Северный вестник»: «Рассказ замечательно правдив; в нём нет ни чёрточки фальши — это правда. Но он написан со стороны, точка зрения помещена вне психики главных героев. За это, по-моему, нельзя осуждать Чехова: это приём очень удобный именно для небольших эскизов, но факт остаётся фактом: психологический анализ отсутствует в данном рассказе совершенно».
Отметил рассказ А. Ф. Бычков, который отнёс его к числу лучших рассказов сборника «В сумерках». В анонимной рецензии 1887 года в журнале «Русская мысль» «Агафья» наряду с такими рассказами, как «Мечты» и «Кошмар», была отнесена к произведениям, демонстрирующим близкое знакомство Чехова с бытом деревни, складом понятий и речи крестьян.
Драматические элементы в рассказе отмечали В. Л. Кигн и К. Ф. Головин (Орловский).